# Clique (musique)
Pour les articles homonymes, voir Clique.
Une clique est une formation musicale composée de tambours, de fifres et parfois de clairons. 

## Suisse
En Suisse, les cliques défilent souvent déguisées et sont connues pour leurs prestations lors du carnaval de Bâle. Elles peuvent être comparées jusqu'à un certain point aux guggenmusiks, bien que le registre et les instruments soient différents. Chaque clique choisit un thème qui définit son déguisement et les décorations qu'elle transporte avec elle.

## Vallée d'Aoste
En Vallée d'Aoste, les cliques défilent souvent déguisées lors des carnavals de village ou lors des fêtes patronales. Elles se caractérisent par l'habileté de jouer des instruments agricoles en guise d'instruments musicaux, dont le plus célèbre est le fléyé (mot du patois valdôtain pour fléau), utilisé traditionnellement pour battre le blé.
La clique de Saint-Martin-de-Corléans d'Aoste (connue surtout par son nom en patois francoprovençal valdôtain, Clicca) est la plus connue de la région.